# Palaeamathes polychroma
Palaeamathes polychroma är en fjärilsart som beskrevs av Charles Boursin 1954. Palaeamathes polychroma ingår i släktet Palaeamathes och familjen nattflyn. Inga underarter finns listade i Catalogue of Life.